# Estátua de Dionísio e Âmpelo
A estátua de Dionísio e Âmpelo é uma escultura de vulto redondo realizada em mármore branco, muito degradado, que representa ao deus grego Dionísio ébrio, assistido pelo sátiro Âmpelo, tema mitológico derivado de modelos gregos. Trata-se de uma peça única dentro da plástica romana galega, pelo material empregado e pelo seu estilo classicista. Encontrou-se no Castro da Muradella, em Mourazos, no concelho de Verín (Galiza, Espanha). Datada no século III d.C., nos nossos dias conserva-se no Museu Arqueológico Provincial de Ourense.

## História

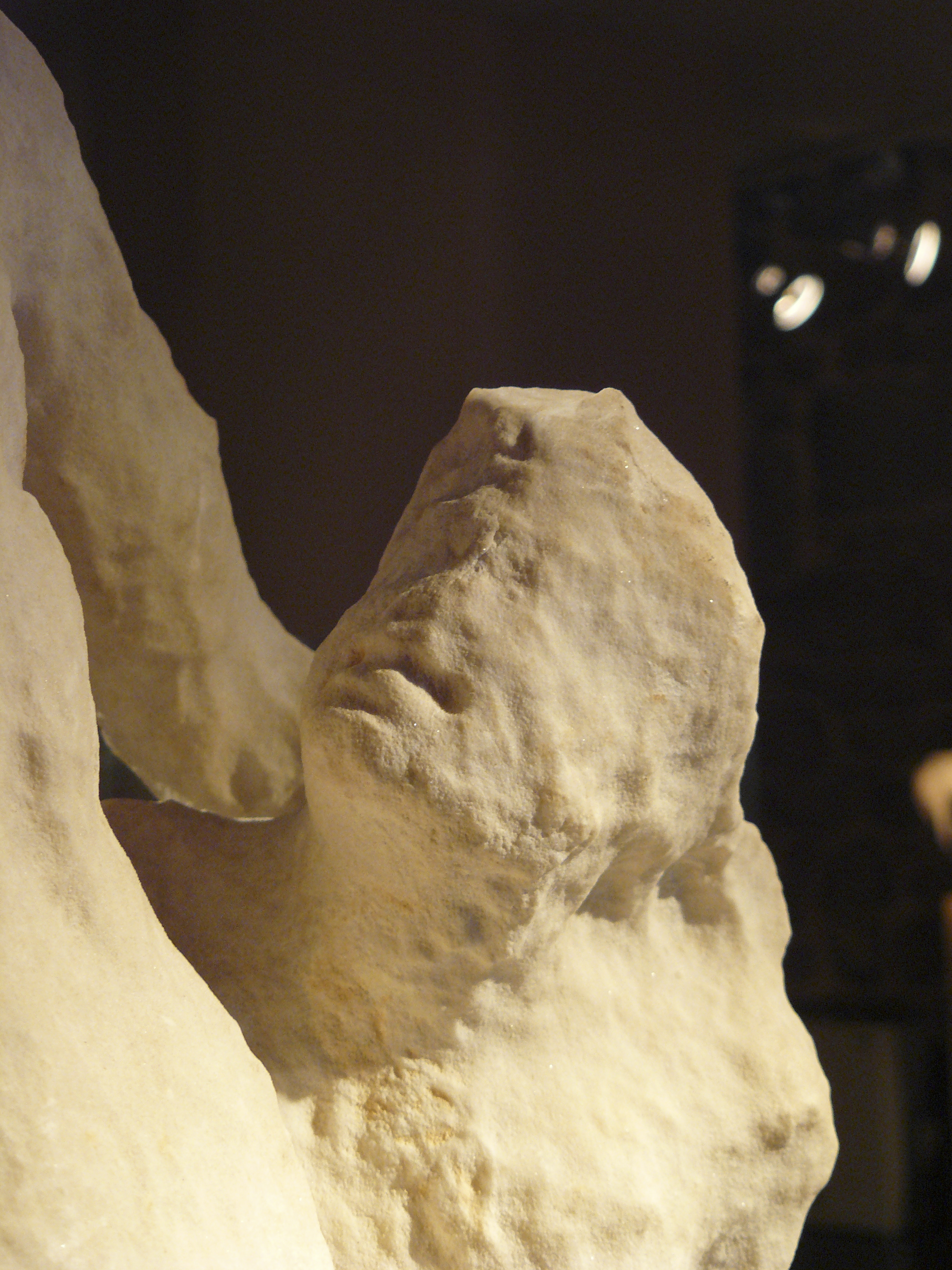
Detalhe

Foi encontrada no Castro da Muradella. Nela eram evidentes os signos de romanização com ampla presença de ímbrices, tégulas e tijolos, além de fragmentos de outra escultura, no contexto de uma vila datada no século III. A escultura seria um elemento decorativo de uma das estâncias desta moradia.
A valoração do lugar do achado é de muito interesse, já que representa a evidência da existência num ambiente totalmente rural a existência de gentes com conhecimentos e gostos pela Cultura Clássica, quer fossem forâneas, quer nativas com um alto grau de romanização.
Faz parte dos fundos do museu desde 4 de abril de 1964, data do seu depósito.

## Descrição

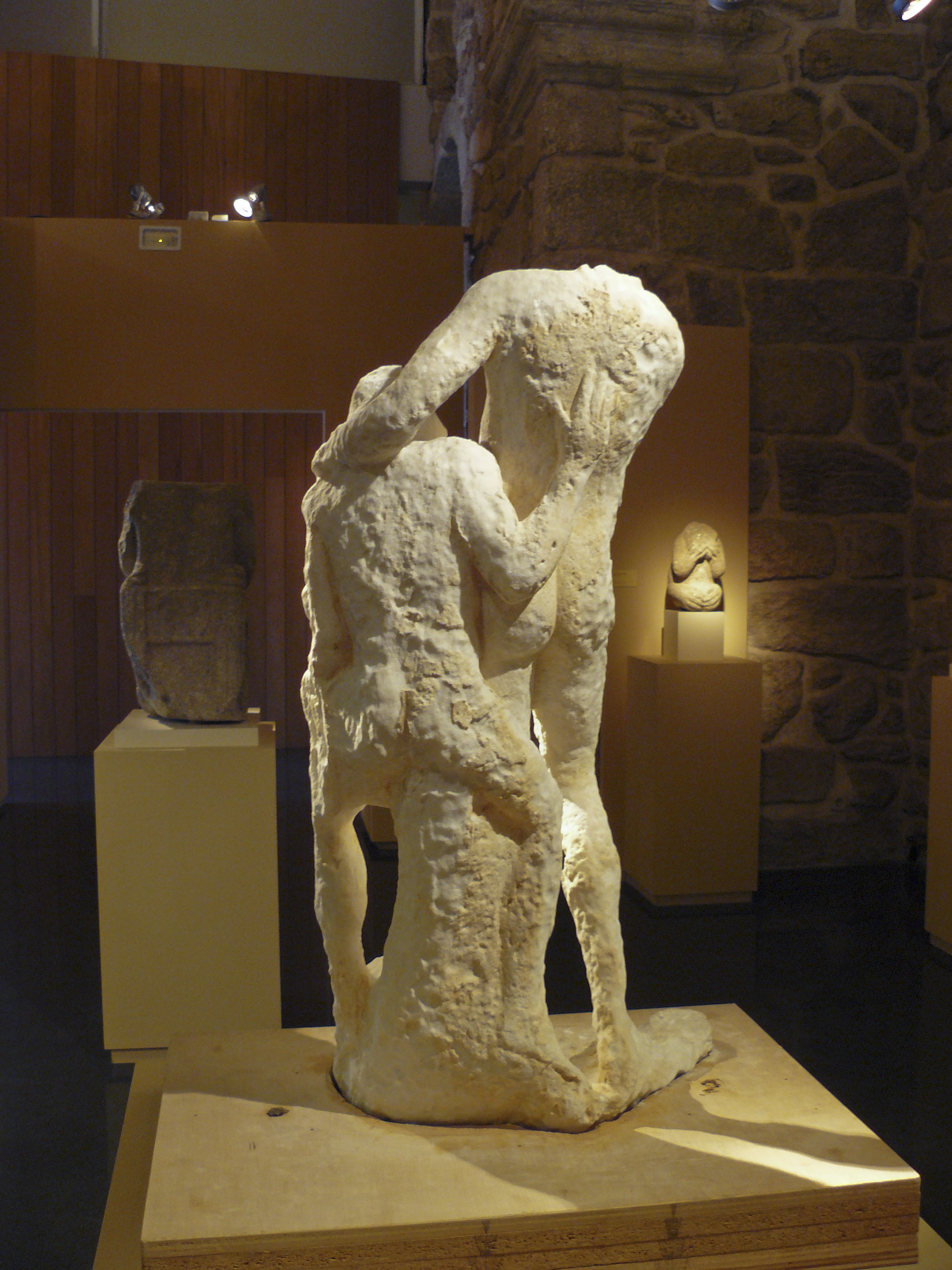
Parte traseira

A peça chegou até nossos dias muito erodida por causa da umidade do ambiente no qual estava soterrada.
O grupo escultórico representa duas figuras masculinas nuas. Acredita-se que representa uma cena na que um Dionísio ébrio é assistido pelo sátiro Âmpelo (a videira), tema mitológico derivado de modelos helenísticos e muito difundido.
A Dionísio - Baco, a figura de maior tamanho, falta-lhe a cabeça e o braço direito desde pouco mais abaixo do ombro. Seu contorno descreve um leve S, transmitindo a sensação de um indolente abandono e que junto com um suave ritmo de linhas, o rascunho dos pectorais e o pequeno avultamento do órgão sexual enchem a figura de sensualidade.
Descansa o corpo sobre a perna esquerda, apresentando a direita um pouco adiantada e ligeiramente flexionada, que quadril de acentuada curvatura. Apóia quase sem forças seu braço esquerdo no ombro esquerdo de Âmpelo.
Âmpelo, ao mesmo tempo em que ergue a cabeça em atitude vigilante, cinge por detrás com o seu braço direito a Baco, apoiando sua mão aberta nas suas costas, procurando manter o equilíbrio do deus.
Ambas as figuras conseguem a estabilidade apoiando-se num grosso tronco encostado à perna esquerda do deus, sobre o qual o sátiro é sentado em descarada pose.

### Interpretações
Garcia Bellido defende que se trata de uma interpretação de um modelo de bronze, com base em presença do tronco que obriga a forçar a posição do sátiro, e inspirado num relevo ou pintura, como consequência do estudo do jeito de resolver a parte traseira do conjunto.
Com base em estas hipóteses, Balil sustém que não estamos em presença de uma obra pertencente a arte culta senão ante um exemplar de alguma oficina da província de Hispânia e que chegou à Galécia como peça importada através do intercâmbio comercial.